# Guido van Genechten
Guido van Genechten, född 19 augusti 1957, är en belgisk barnboksförfattare och illustratör. Han debuterade 1995 med In het donker, och har sedan dess gett ut ett stort antal bilderböcker som översatts till ett flertal språk.